# Février 1805

## Événements
- 6 février, France : la numérotation des immeubles est instituée dans les rues de Paris.

- 20 février : arrivée d’une ambassade du roi d’Abomey Adandozan à Bahia, au Brésil[1].

## Naissances
- 13 février :

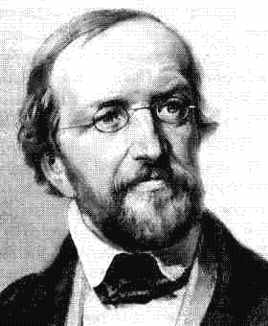
Johann Peter Gustav Lejeune Dirichlet

  - Johann Peter Gustav Lejeune Dirichlet (mort en 1859), mathématicien allemand.
  - Édouard de Verneuil (mort en 1873), paléontologue français.

- 27 février : Pharamond Blanchard, peintre d'histoire et de genre, dessinateur, lithographe, illustrateur et écrivain français († 19 décembre 1873).

## Décès
- 17 février : Josephus Nicolaus Laurenti (né en 1735), médecin et naturaliste autrichien.